# 东俄洛凤仙花
东俄洛凤仙花（学名：Impatiens toxophora）为凤仙花科凤仙花属下的一个种。

## 扩展阅读
- 維基物種上的相關：东俄洛凤仙花